# Басараб V
Басараб V (на румънски: Basarab al VI-lea) е владетел на Влашко за около един месец – от 6 януари до 5 февруари 1529 г.
Според някои изследователи той е син на никополския паша Мехмед бей Михалоглу, който дълги години има аспирации към влашкия трон. Според други е възможно да е внук на Михаил I или да е незаконороден син на Нягое I Басараб.
Заема влашкия трон веднага след смъртта на войводата Раду V Афумати, но е изместен след месец от Мойсе I.